# Bauhinia anamesa
Bauhinia anamesa är en ärtväxtart som beskrevs av James Francis Macbride. Bauhinia anamesa ingår i släktet Bauhinia och familjen ärtväxter. Inga underarter finns listade i Catalogue of Life.